# برج‌های دریاچه جمیرا
برج‌های دریاچه جمیرا (جی. ال. تی) (عربی: أبراج بحيرات الجميرا)، (انگلیسی: Jumeirah Lake Towers (JTL)) یک شهرک بزرگ واقع در دبی، کشور امارات متحده عربی است. این شهرک شامل ۸۰ برج است که در امتداد و کناره‌های سه دریاچه مصنوعی (دریاچه الماس غربی، دریاچه الماس شرقی، دریاچه جی.ال. تی) احداث شده است. و همچنین خاکریز جی ال تی که در بردارنده هشت برج است که روبروی جزایر جمیرا قرار دارند.